# Corniol hirsut
El corniol hirsut (Aquilegia viscosa), és una espècie de planta amb flors que pertany a la família de les ranunculàcies.

## Descripció
És una planta hemicriptòfita i viscosa. Creix en els substrats calcaris i pot arribar a fer 10-15 cm d'alt. Les seves inflorescències són de color blau. Les flors tenen un esperó gran, corbat en ganxo i surten entre el juny i agost. Les seves fulles tenen pecíols curts, biternades, amb petites fulles, profundament incises. Les fulles caulinars són sèssils, amb el lòbul estret o senceres. El corriol hirsut és una planta tòxica i és una espècie protegida.

## Hàbitat
És endèmica en l'àrea submediterrània on creix en rocams i pedregars, entre els 900 i 2.430 msnm.